# Freno neumático

Circuito neumático de frenos de un camión.
1) Compresor. 2) Regulador de presión. 3) Secador de aire. 4) Depósito de regeneración. 5) Válvula de protección de cuatro vías. 6) Depósitos de aire comprimido. 7) Válvula de freno de mano. 8) Válvula de descarga del freno de mano. 9) Válvula de freno de servicio. 10) Cámaras de aire de frenos delanteros. 11) Válvula de control del reparto de frenada. 12) Cámaras de aire de frenos traseros.

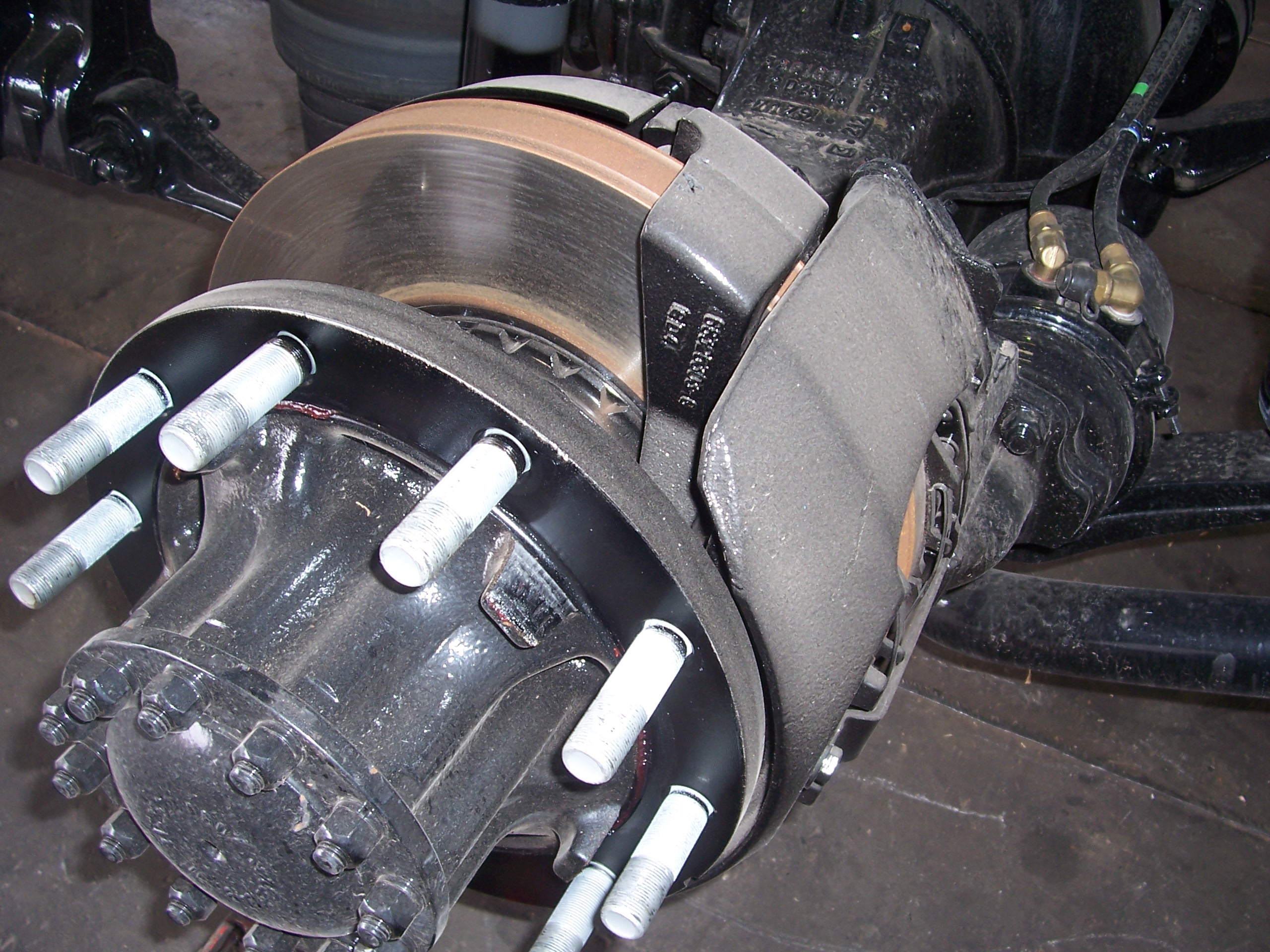
Freno de disco de accionamiento neumático en un camión.

El freno neumático o de aire es un tipo de freno cuyo accionamiento se realiza mediante aire comprimido. Se utiliza principalmente en trenes, camiones, autobuses y maquinaria pesada.
Utiliza pistones que son alimentados con depósitos de aire comprimido mediante un compresor, cuyo control se realiza mediante válvulas. Estos pistones actúan como prensas neumáticas contra los tambores o discos de freno.
El primer freno neumático factible para ferrocarriles fue inventado en los años 1860 por George Westinghouse. Para frenar, el maquinista acciona una palanca que reduce la presión del aire en un tubo de goma conectado a todos los vagones. Esto hace que ceda  la válvula de un recipiente de aire a presión que va debajo de cada vagón, dejando que el aire fluya en un cilindro de freno que va entre las ruedas. En el cilindro, el aire ejerce presión sobre un pistón que empuja un par de balatas contra las ruedas. Por consiguiente, la marcha del tren se detendrá de manera automática si el tubo de aire se rompe.